# Rom e. V.
Der Rom e. V. (gesprochen mit offenem o: [ˈrɔm]; vollständiger Name Roma Selbstorganisation für Teilhabe, Bildung und Kultur) mit Sitz in Köln ist ein interkultureller Verein mit deutschlandweiter Bedeutung.

## Geschichte
Der Verein entstand im Winter 1986/87 zunächst als Unterstützerinitiative, nachdem größere Gruppen jugoslawischer Roma-Flüchtlinge, insgesamt fast 1.000 Menschen, nach Köln gekommen waren. Die Stadtverwaltung ließ die Familien auf einem Brachgelände vor der Stadt kampieren. Lebensunterhalt, Unterkünfte und medizinische Versorgung verweigerte sie monatelang. Einige Kölner Bürger, unter ihnen die Pfarrerin Renate Graffmann und der später als „Alternativer Ehrenbürger“ der Stadt Köln gewürdigte Kurt Holl, nahmen daraufhin Kontakt zu den Familien auf und gründeten die „Kölner Roma-Initiative“. 1988 wurde daraus ein eingetragener Verein.
Die Entstehungs- und Gründungsjahre waren bestimmt „von Forderungen und Kämpfen um ein dauerhaftes Bleiberecht, gegen rassistische Übergriffe und für die Integration der Flüchtlinge“.
Die kommunale Politik war zu diesem Zeitpunkt mit Unterstützung aus einem Teil der Bevölkerung und von Kölner Medien darauf ausgerichtet, Roma-Flüchtlinge zum möglichst umgehenden Verlassen der Stadt zu bewegen. Im Widerspruch dazu kam es zu massiven bürgerrechtlichen Protesten. Mitglieder des Rom e. V. verknüpften in Aktionen der „begrenzten Regelverletzung“ die Bleiberechtsproblematik mit der NS-Verfolgung der europäischen Roma, indem sie z. B. symbolisch die ehemaligen Gestapo-Zellen im sog. EL-DE-Haus besetzten oder anlässlich der Gedenkfeier zum Pogrom im November 1938 ein Go-in in die Kölner Oper veranstalteten. Kirchliche Instanzen schlossen sich diesen Protesten an. 1990 beschloss der Rat der Stadt eine zeitweise ordnungspolitische Umkehr und ermöglichte zunächst fast 200 Flüchtlingen ein Bleiberecht.

## Programm und Praxis
Neben seinen bleiberechtlichen Bemühungen, zu denen auch eine kostenlose ausländerrechtliche und soziale Beratung gehört, wendet sich der Verein gegen antiziganistische Diskriminierung „in Medien, Behörden und der Bevölkerung“. Er setzt sich für eine Integrationspolitik ein, die die Wahrung der Herkunftsidentität mitbeinhaltet und unterstützt und initiiert entsprechende soziale und kulturelle Projekte.
In diesem Sinn unterhält er gestützt auf einen Beschluss des Rats der Stadt Köln das Modellprojekt Amaro Kher (= „Unser Haus“), eine Kita und eine Schule für Roma-Flüchtlingskinder.
Seit 2004 werden in Kindertagesstätte und Ganztagsschule Kinder und Jugendliche zwischen zwei und 17 Jahren betreut und unterrichtet. Hier arbeitet als Mittler der Roma-Kultur der Kölner Roma-Schriftsteller Jovan Nikolić mit seiner Kulturkarawane. Zum Konzept gehört eine aktive und intensive Kooperation mit den Eltern. Interkulturelle Zusammenarbeit geschieht über Kontakte mit Kölner Grundschulen und benachbarten Freizeitgruppen.
Amaro Kher war Preisträger im bundesweit ausgetragenen Innovationswettbewerb „365 Orte im Land der Ideen“ für das Jahr 2011. Amaro Kher biete Roma-Flüchtlingskindern „den frühzeitigen Zugang zur Bildung unter Erhalt der eigenen Kultur und Identität“. Damit sei die Einrichtung „ein herausragendes Beispiel für wegweisende gesellschaftliche Integration.“ Der Wettbewerb wird seit 2006 unter Schirmherrschaft des Bundespräsidenten und in Kooperation mit der Deutschen Bank durchgeführt.
Neben der sozialen und politischen Arbeit hat der Rom e. V. ein Archiv und eine Bibliothek zu Geschichte und Kultur der europäischen Roma aufgebaut, die zu den größten deutschen Sammlungen gehören. Das Dokumentationszentrum des Rom e. V. wurde 1999 vom damaligen Bundestagspräsidenten Wolfgang Thierse eröffnet. Es berät Journalisten, Studenten, Politiker und Verbände, die seriöse Informationen zum Thema suchen.
Zu den kulturellen und medialen Aktivitäten gehören Publikationen zu Geschichte und Kultur der Roma. 2009 erarbeitete der Verein in Kooperation mit dem Kölnischen Stadtmuseum die Ausstellung „Die vergessenen Europäer: Kunst der Roma, Roma in der Kunst“, die anhand von Werken von Nicht-Roma-Künstlerinnen und -Künstlern das Bild der Zigeuner in der europäischen Kunstgeschichte seit dem 15. Jahrhundert darstellte und zugleich zum ersten Mal in Deutschland zeitgenössische Kunst und Poesie von Roma-Künstlerinnen und -Künstlern präsentierte.
Von 1993 bis 1996 gab der Rom e. V. die Zeitschrift Jekh Čhib [auch: Jek Čip = „eine Sprache/Zunge“]. Materialien zur Situation der Roma und der BRD heraus, die u. a. zur Aufklärung der Mehrheitsgesellschaft über antiziganistische Stereotype dienen sollte. Sie hatte das Selbstverständnis, „Wahrnehmungen in Frage zu stellen, vermeintliches Wissen zu überprüfen“, nachdem es ein gesellschaftliches Interesse, dieses „Wissen“ über die Minderheit kritisch zu überprüfen, „allenfalls sporadisch“ gebe.
Seit 2006 publiziert der Verein im Internet eine Zeitschrift unter dem Titel Nevipe (= „Nachrichten“; ursprünglicher Titel: Roma-Nachrichten).

## Auszeichnungen
- 2005 wurde der Verein mit dem mit 5.000 Euro dotierten Preis der Bilz-Stiftung ausgezeichnet. Das Preisgeld diente der Organisation für den Ausbau des Schul- und Kulturzentrums „Amaro Kher“. Überschattet war Preisvergabe an den Rom e.V. von der Abschiebung eines langjährigen ehrenamtlichen Mitarbeiters, der 17 Jahre zuvor aus Mazedonien nach Deutschland geflüchtet war.[10]
- Im „Europäischen Jahr der Chancengleichheit“ 2007 wurde dem Verein vom Landesminister für Generationen, Familie und Integration die Urkunde für „das herausragende Best-Practice-Projekt ’Amaro Kher-Haus'“ im Rahmen des Landeswettbewerbs „Grenzüberschreitungen. Chancengleichheit in Europa – eine Chance für Nordrhein-Westfalen“ überreicht.[1]